# 안심뉴타운
안심뉴타운은 대구광역시 동구 안심동 일대에 개발 중인 뉴타운이다.